# Ozorai ütközet
Az ozorai ütközet az 1848–49-es forradalom és szabadságharc első olyan diadala volt, amelyet magyar részről népfelkelők és nemzetőrök vívtak meg. 1848. október 7-én a Perczel Mór vezette magyar sereg fogságba ejtette a Karl Roth és Nicolaus Philippovich császári-királyi vezérőrnagyok által vezetett császári hadtestet.

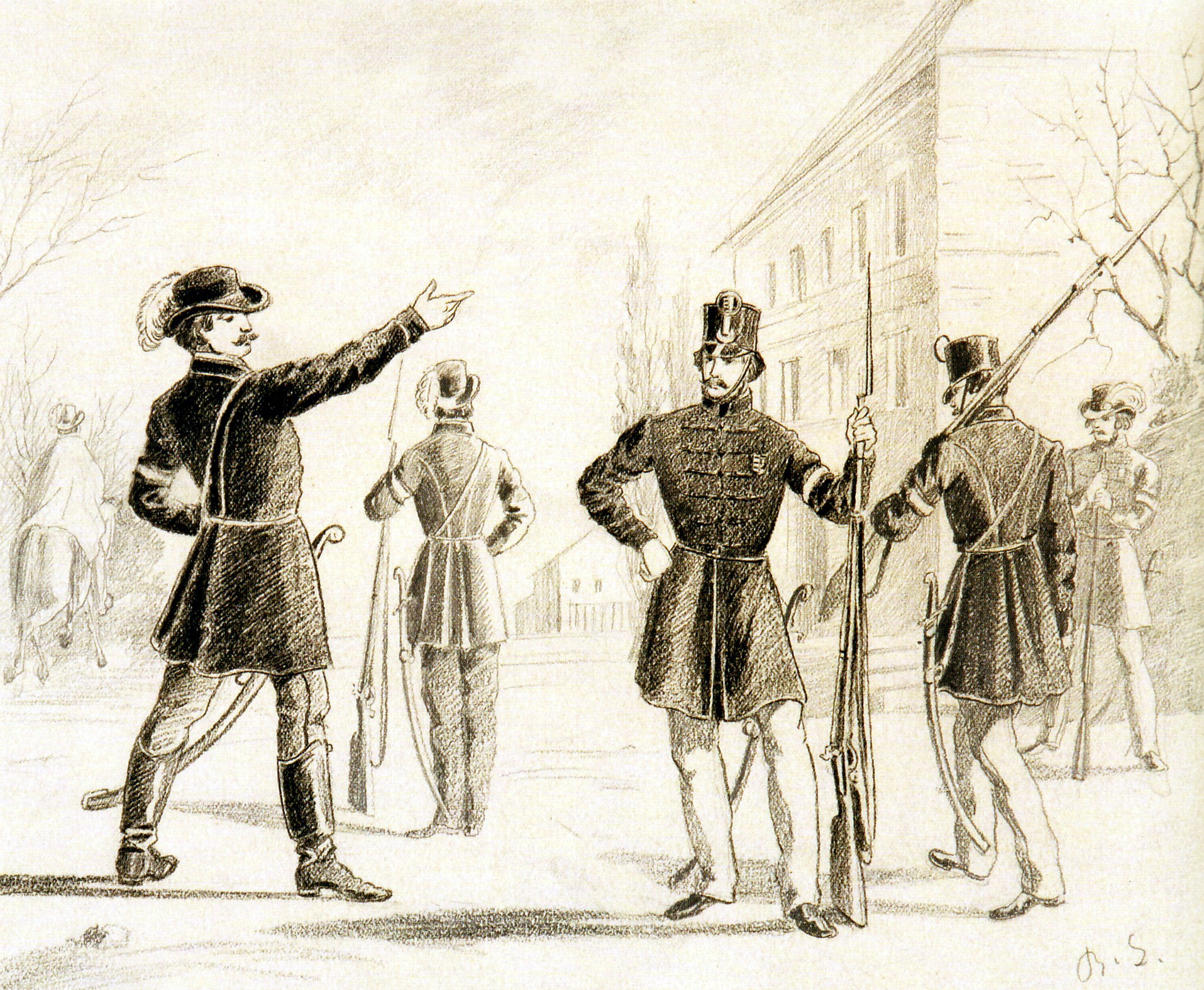
Magyar nemzetőrök

Jellasics horvát bán 1848. szeptember 11-én történt támadása után szeptember 21-én magyar földre lépett a bán tartalék hadteste is. A kilencezer fős hadtest feladata Jellasics jobb szárnyának védelme volt és terv szerint Székesfehérvárnál egyesült volna a főerőkkel. A pákozdi csata azonban az egyesülés előtt lezajlott (szeptember 29-én) és a bán olyan gyorsasággal távozott az országból, hogy még saját tartalékát is elmulasztotta értesíteni a fejleményekről. A magyar hadvezetés tudott Roth közeledéséről és utasította Perczel Mór nemzetőr ezredest, hogy a saját és Görgei Artúr honvéd őrnagy parancsnoksága alatt álló nemzetőrökkel állja el a Székesfehérvárra dél felől vezető utakat. A tartalék hadtest így csak október 4-én Székesfehérvár közelében értesült arról, hogy Jellasics vereséget szenvedett, és Székesfehérváron az otthagyott horvát helyőrséget a felkelt nép lefegyverezte.
Szintén október 4-én Karl Roth csapatainak elővédje vereséget szenvedett és megadta magát Perczel és Görgei egyesült hadának. Akkor visszafordultak és aznap éjszaka értek Kálozra, de a helyi lakosság néhány fegyverese felszedte a hidat. A túlpartról tüzet nyitottak a horvát katonákra. Az éjszakai lövöldözésben néhány horvát meghalt, és Roth csapatai csak másnap tudtak bevonulni Kálozra, majd tovább vonult Keresztúr és Soponya felé. Traugott István kapitány, aki egységével aznap érkezett Abára, az osztrákok közeledésének hírére délután Keresztúr felé vette az irányt. Közben arról értesült, hogy az ellenség betört Abára, így parancsot adott az ellenséges erők megsemmisítésére, amelyben a Hunyadi-csapat is részt vett. A felkelt nép segítségével sikerült kiverni az ellenséget Abáról.

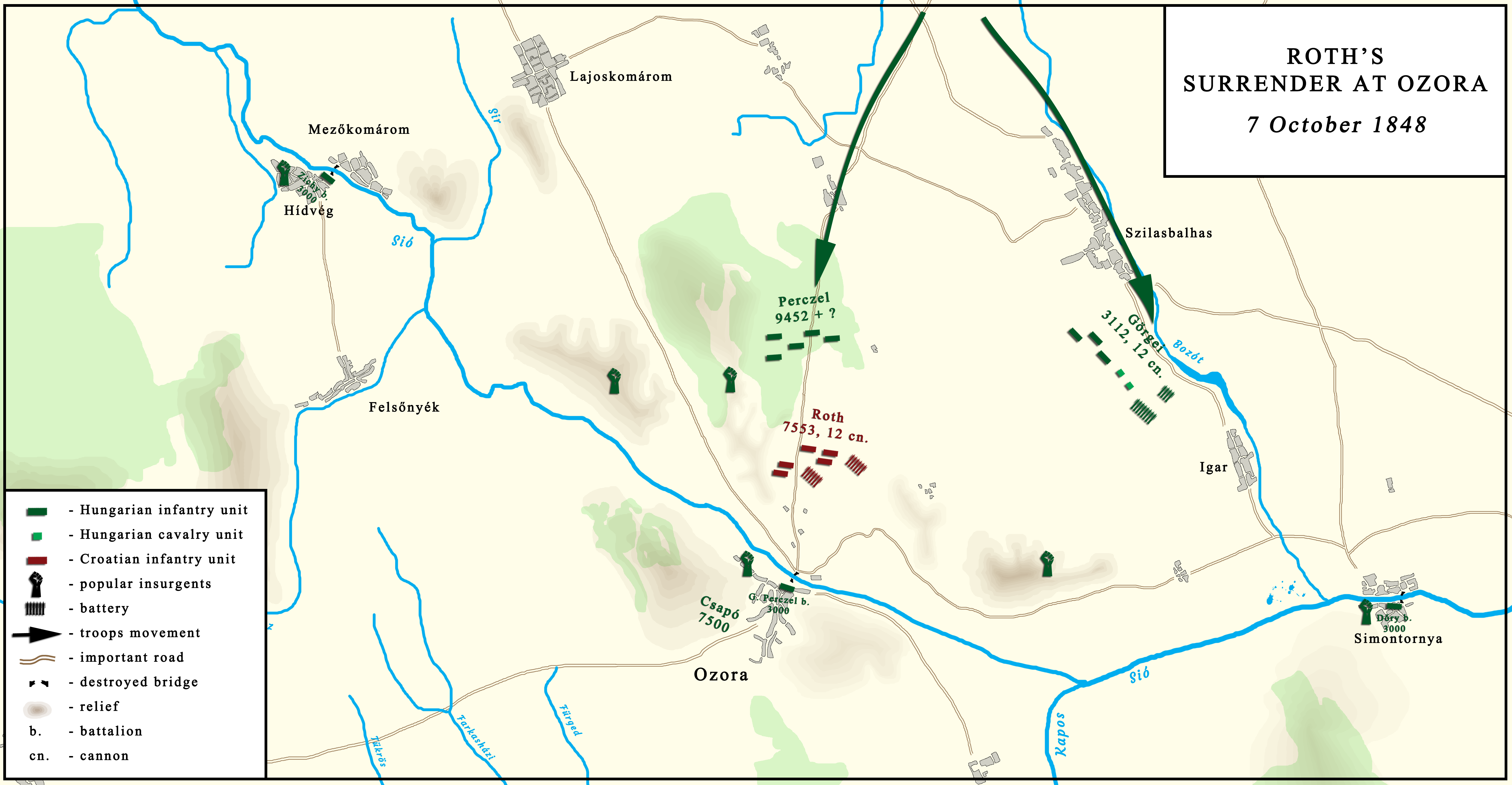
Az ozorai hadmozdulatok

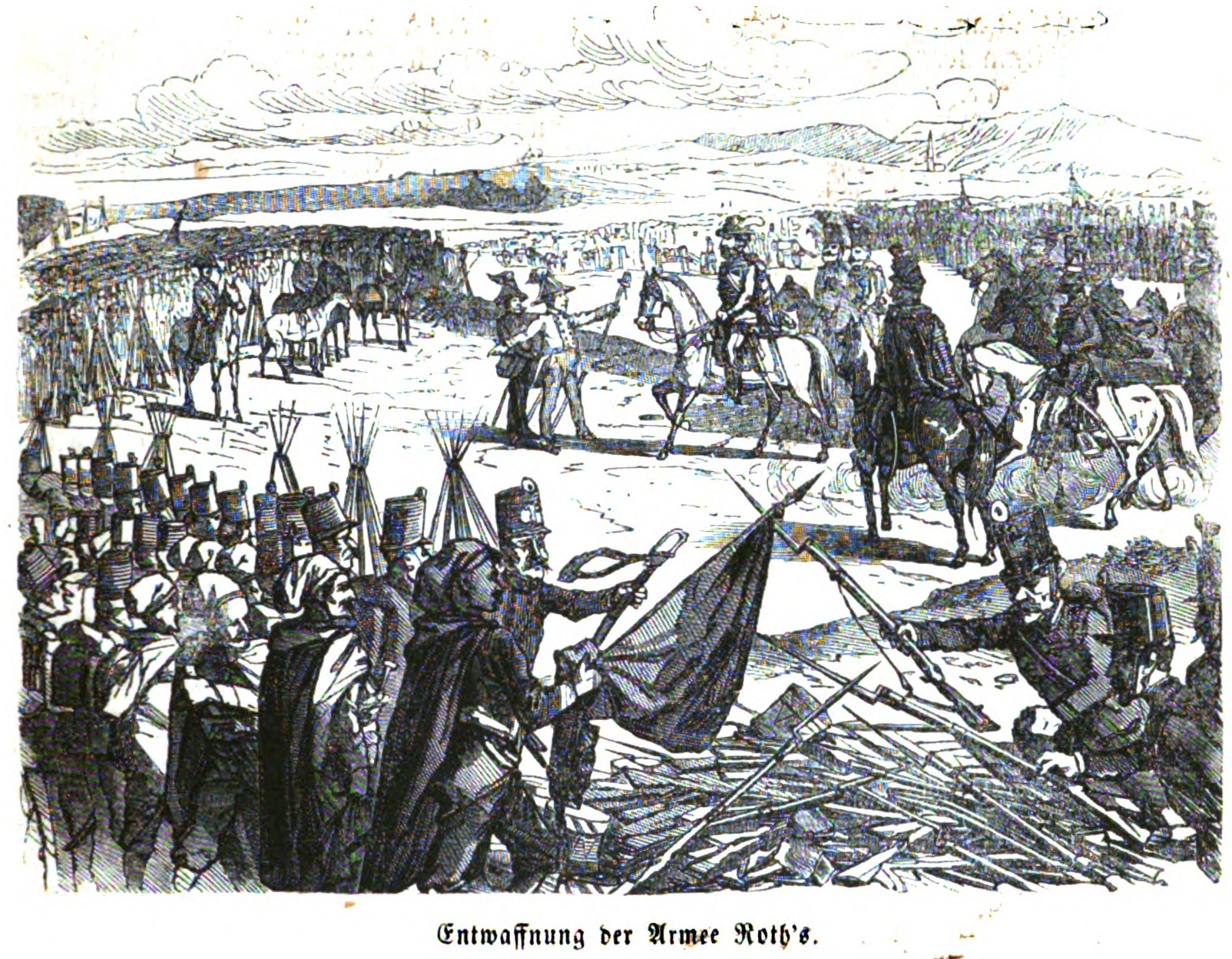
Roth seregei megadják magukat és leteszik a fegyvert

Az eredeti útvonalán visszaforduló, Perczel csapatai által üldözött császári tartalék október 6-án  eljutott Ozoráig, itt azonban a Sió-csatorna hídját felégetve találta. Az átkelés lehetetlen volt, mert a túlpartot Csapó Vilmos nemzetőr őrnagy vezetésével 15 000 főnyi népfelkelő és nemzetőr védte. A Sióhoz közelítő horvátokat a nemzetőrök puskatűzzel fogadták. Roth megpróbált Csapóval tárgyalni a szabad elvonulásról, de nem tudtak megegyezni. A tárgyalást Perczel István, Csapó Vilmos altisztje tolmácsolta. Csapó őrnagy a megtévesztés és a látszattúlerő taktikáját választotta. Hamis csapatmozgással, dobpergéssel, trombitaszóval, kiéheztetéssel rombolta az amúgy is demoralizált horvátok morálját. Október 7-én reggel megérkeztek Perczel és Görgei csapatai. A csapdába került császári hadosztály erre letette a fegyvert.

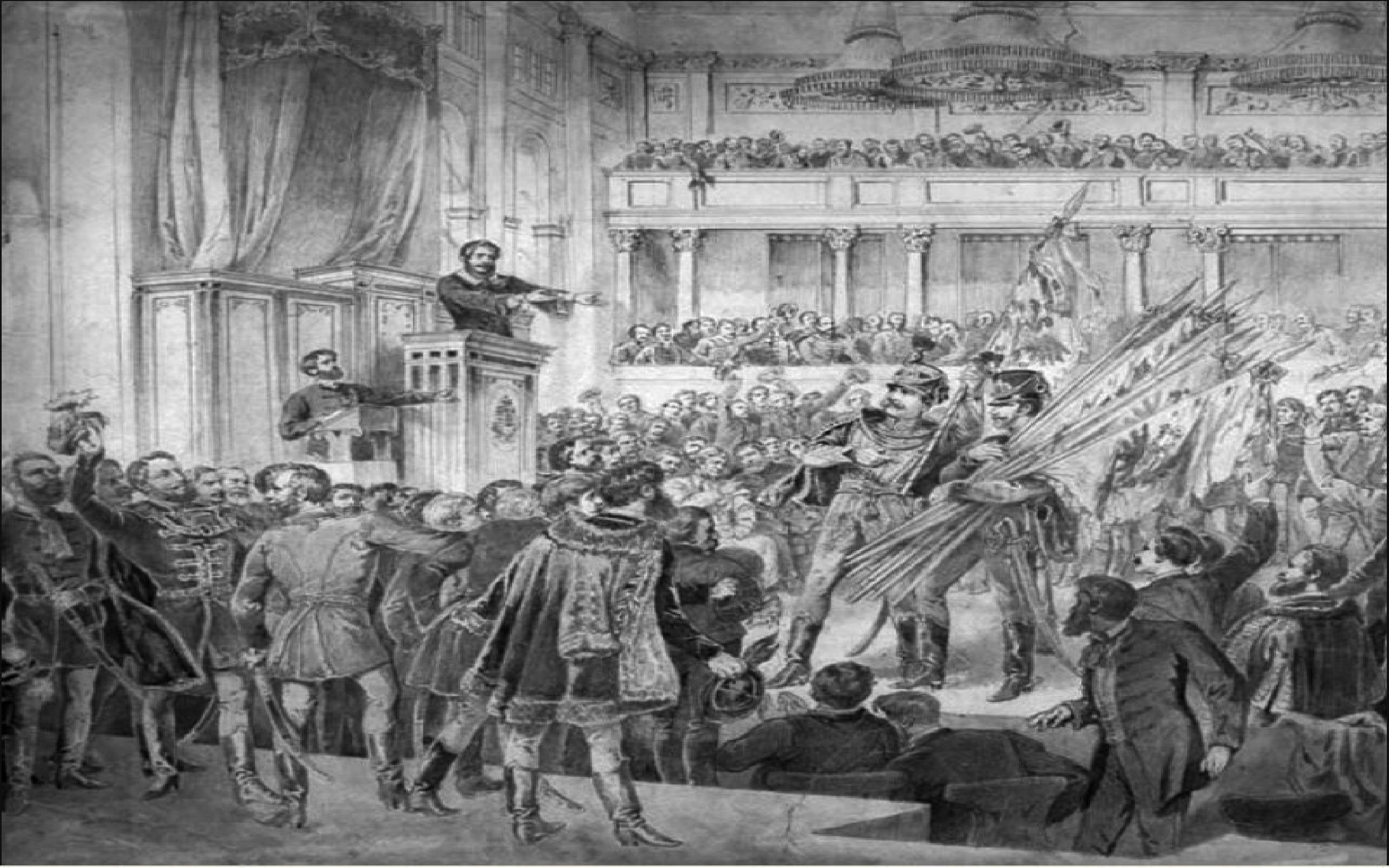
A horvát és császári erők zászlóit bemutatják az Országgyűlésben

Az ozorai diadal legfőképpen Csapó Vilmos nemzetőrei és népfelkelői bátor fellépésének köszönhető, a szabadságharc történetében ekkor ejtette egyszerre a legtöbb hadifoglyot a magyar haderő. Perczel Mórnak a magyar képviselőház nyilatkozatban mondott köszönetet a győzelemért, az Országos Honvédelmi Bizottmány tábornokká léptette elő, Csapót pedig ezredessé.